# Arnold Königs
Arnold Königs (* 9. Januar 1871 in Elchenrath bei Würselen; † 30. Juli 1960 in Aachen) war ein deutscher Architekt und Bauunternehmer.

## Leben und Wirken
Arnold Königs stammte aus einer alteingesessenen Handwerkerfamilie.

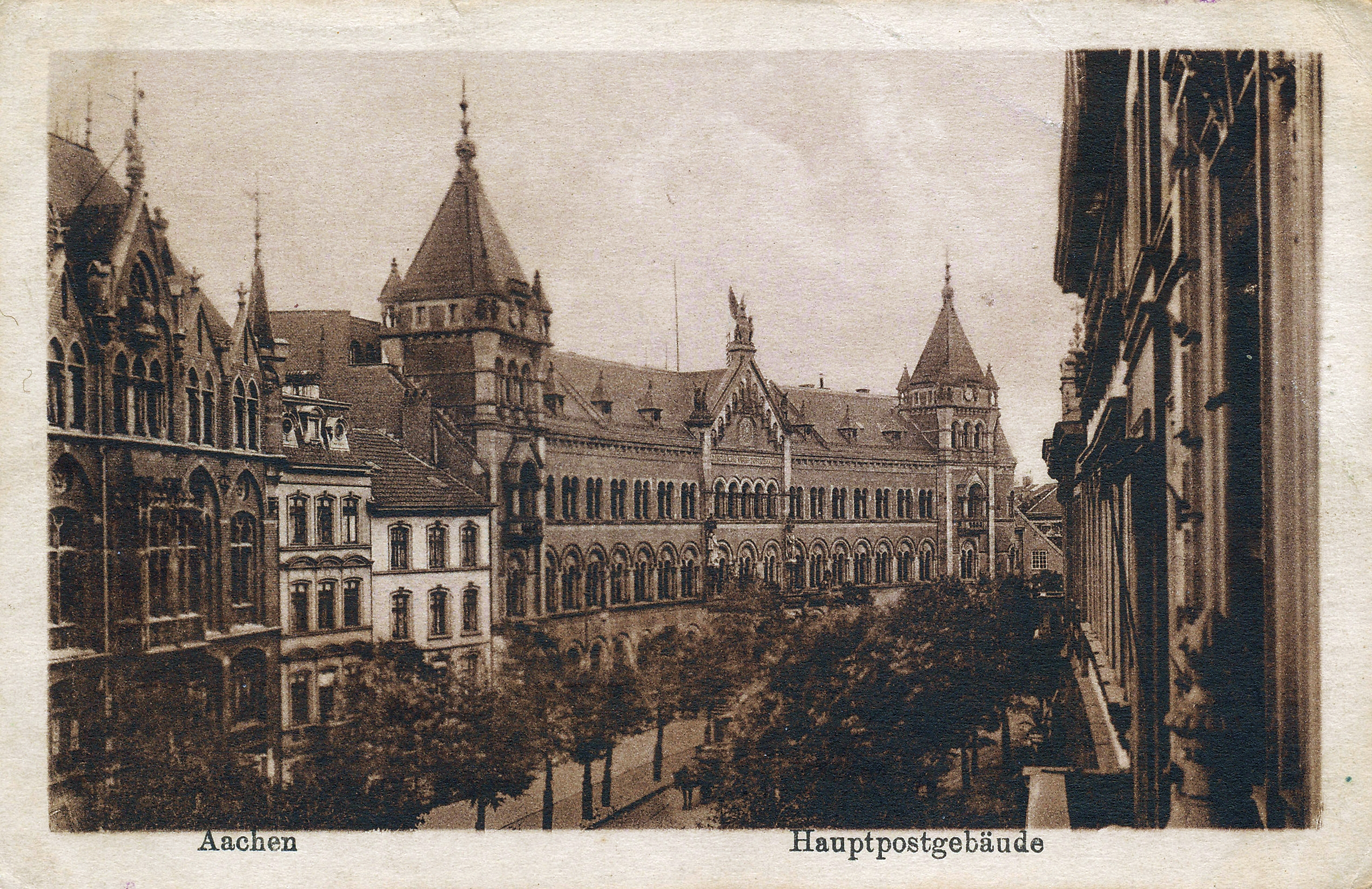
Das Gebäude der Oberpostdirektion Aachen, an dessen Neubau Arnold Königs mitgearbeitet hat.

Nach Abschluss der Volksschule absolvierte Arnold Königs zunächst eine Lehre als Bau- und Möbelschlosser im elterlichen Betrieb und besuchte noch gleichzeitig eine Berufsschule. 1889 begann er in Aachen eine weitere Ausbildung zum Maurer. Bereits während seiner Lehrjahre arbeitete Königs von 1890 bis 1892 beim Bau der Oberpostdirektion Aachen am Kapuzinergraben (die heutige „Hauptpost“) mit. Er war insbesondere an der Werksteinfassade und den Gewölbekonstruktionen tätig. Im Baugeschäft der Firma Max Keuchen wurde er Zeichner und Bauführer. Im Jahr 1892 begann er mit einem Studium an der 1887 neueröffneten Gewerblichen Tagesschule – dem Vorläufer der heutigen Fachschule. Er belegte Kurse in Zeichnen sowie Holz- und Metallverarbeitung.
1902 heiratete er Anna Goebels, im Jahr darauf kam der Sohn Hans Königs als ältestes von sieben Kindern zur Welt.

### Beruf

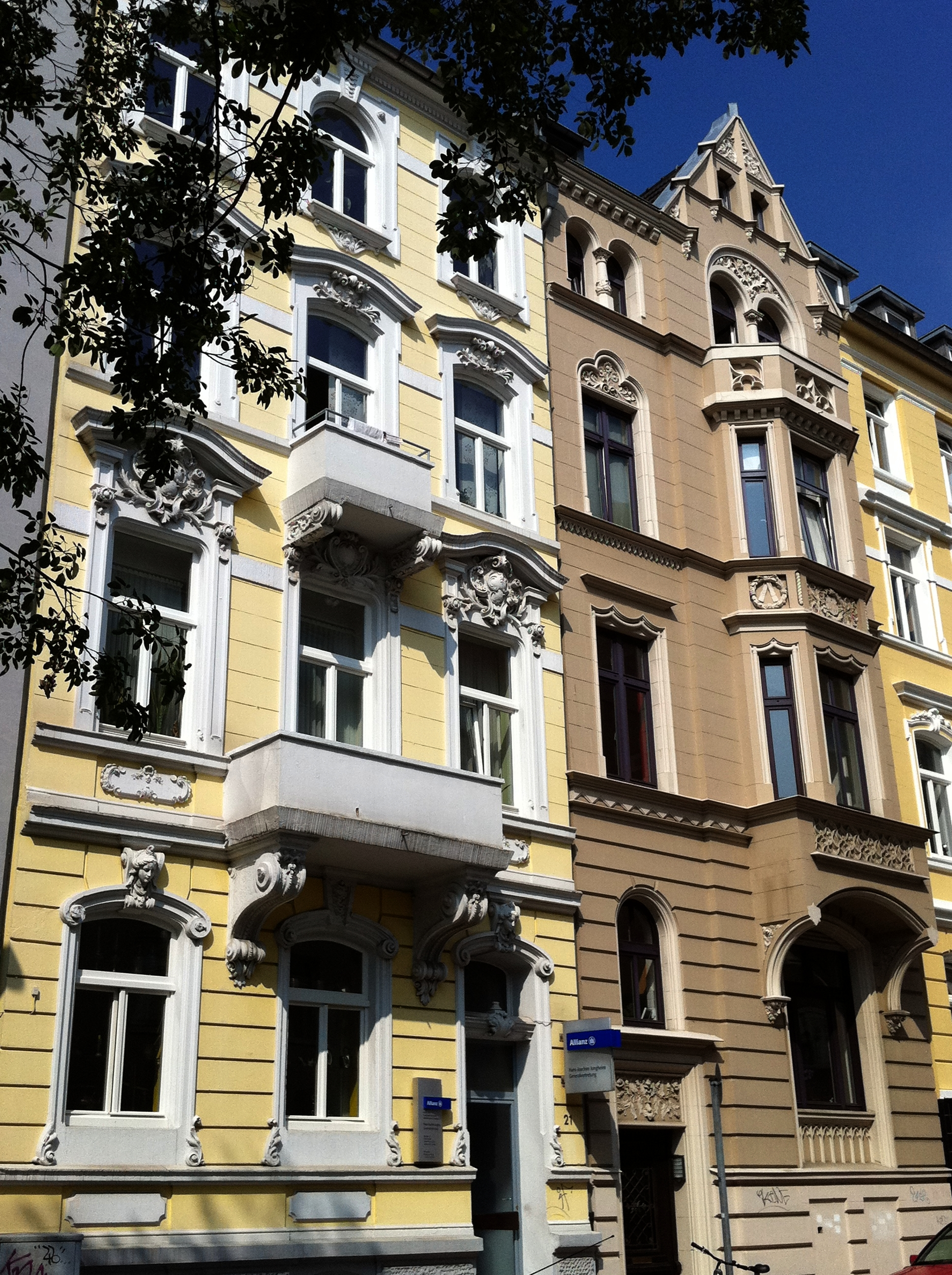
Rochusstraße 21–23. Das Haus Nr. 23 ist das Geburtshaus von Hans Königs

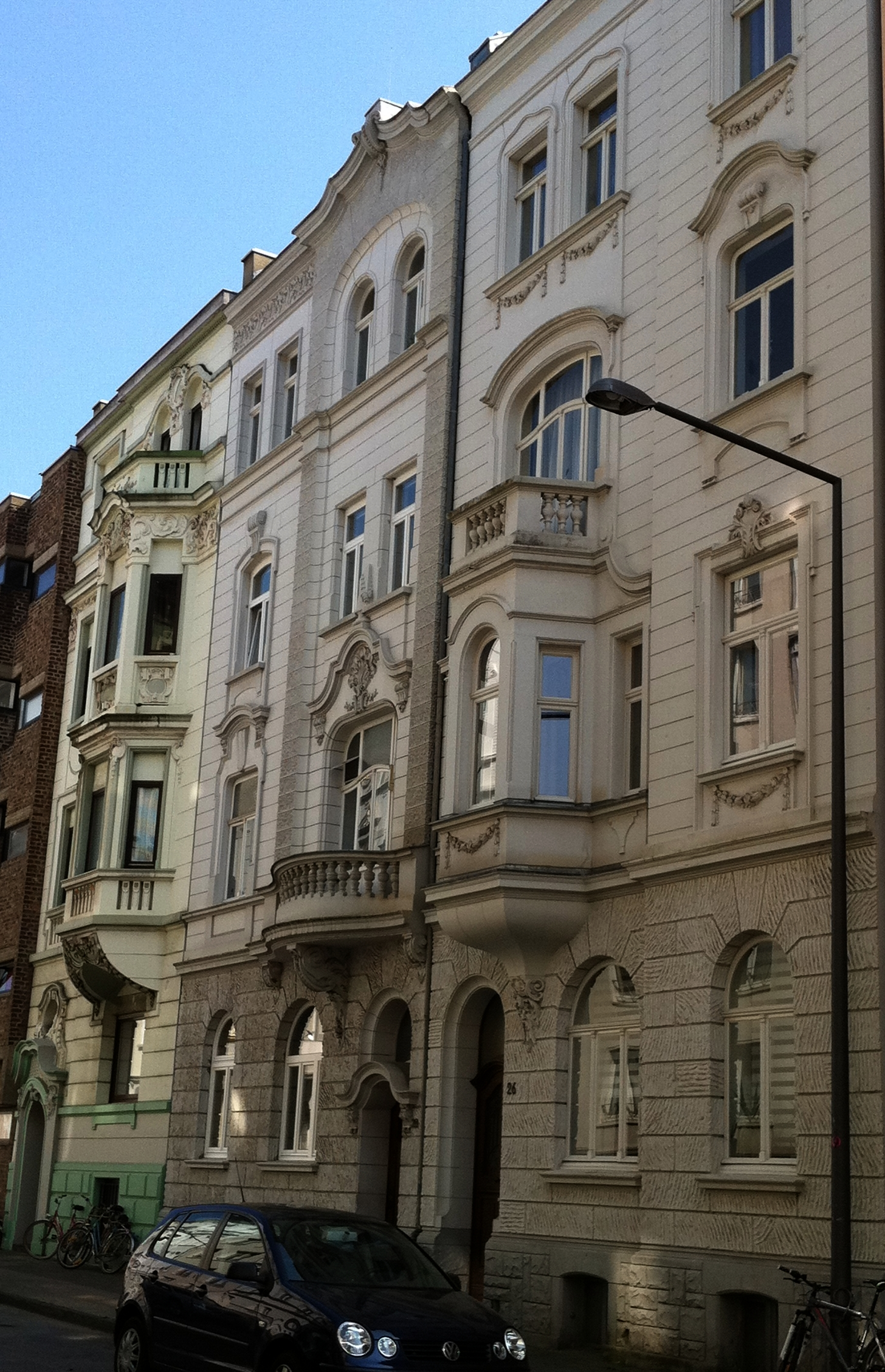
Baugruppe Rochusstraße 26–30, erbaut von Arnold Königs (1900–1905)

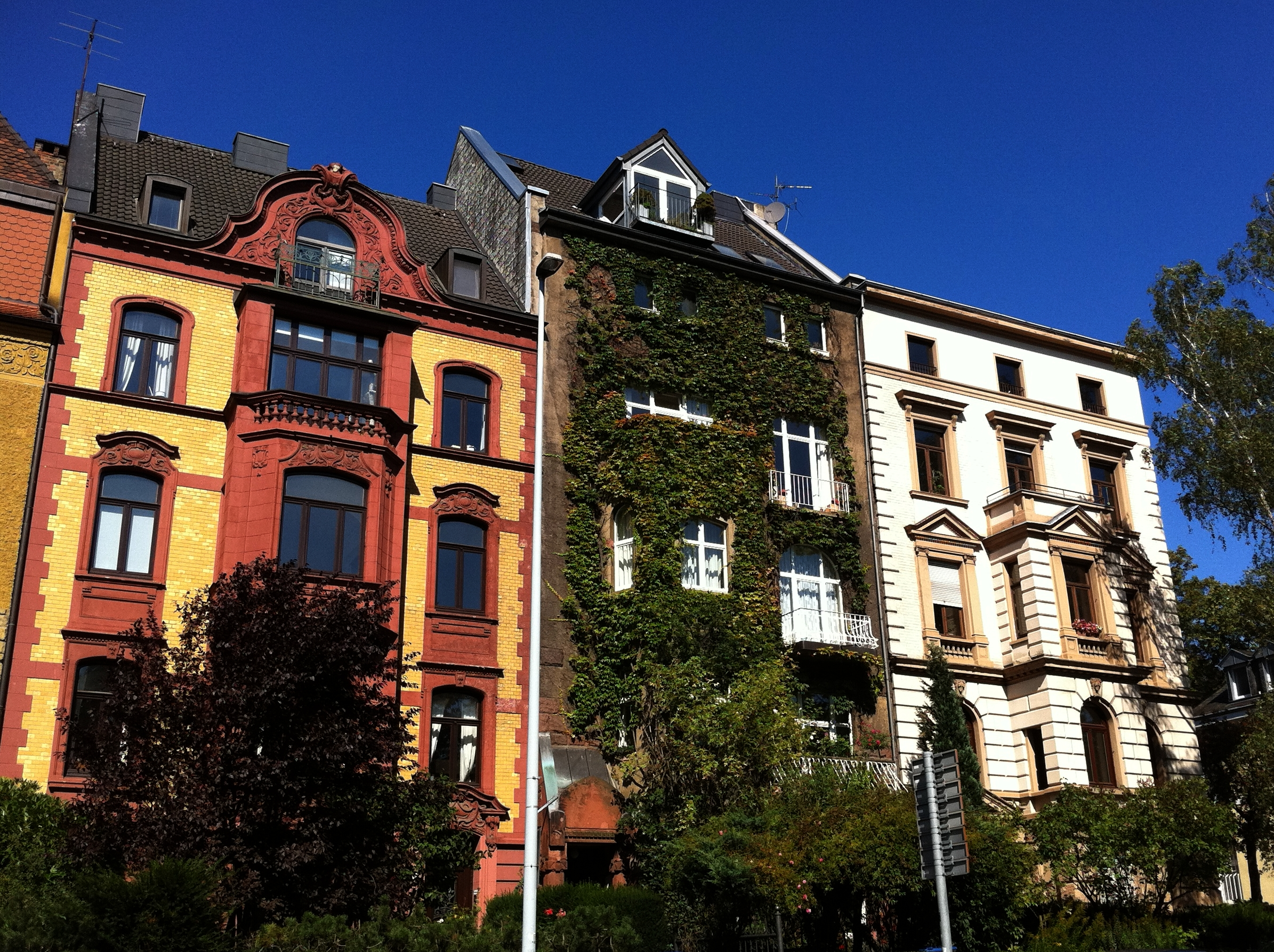
Häusergruppe Krefelder Straße 27 bis 31, die Häuser Nr. 27 (li.) und 31 (re.) sind von Arnold Königs erbaut worden

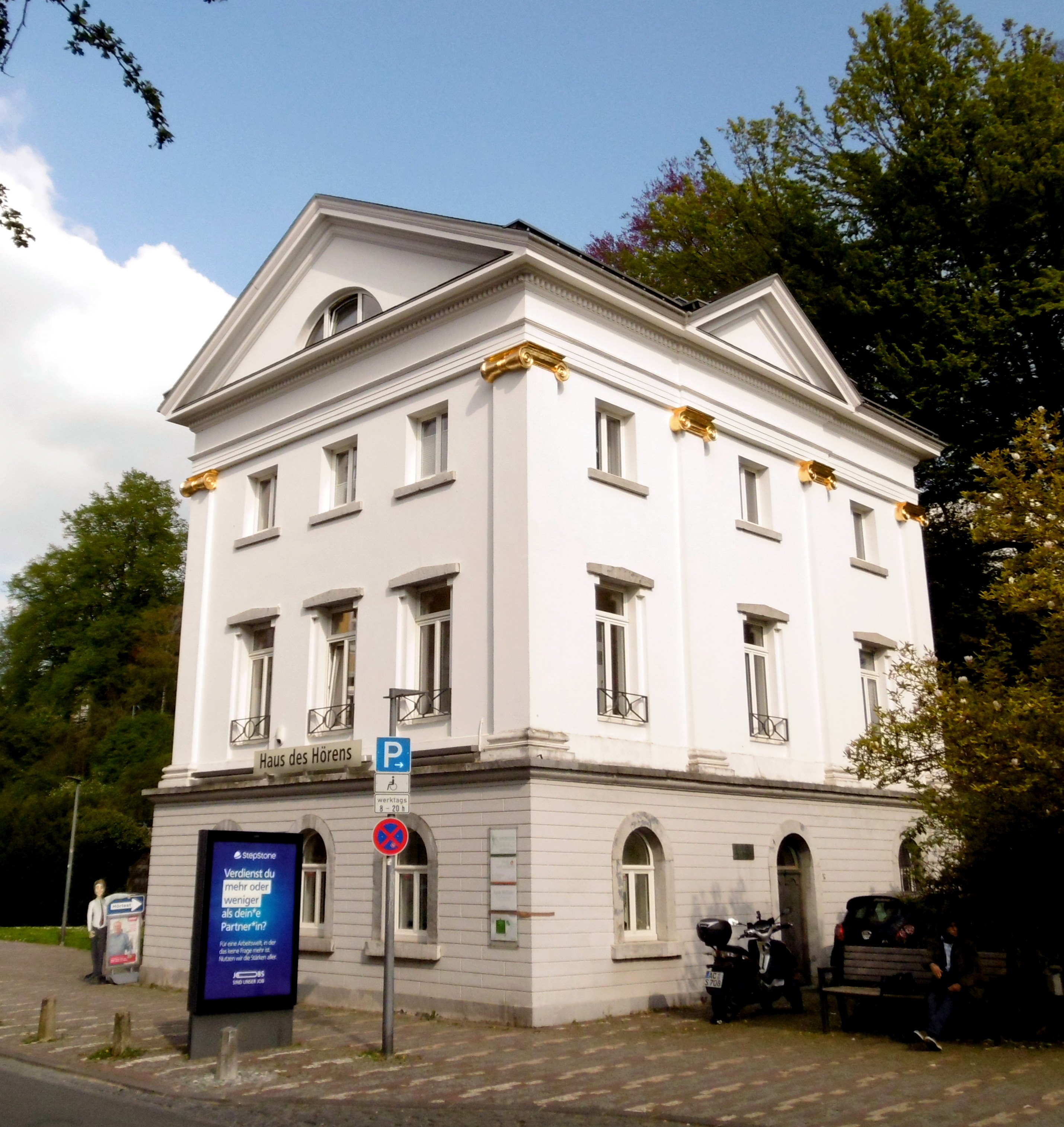
Das ehemalige Rathaus von Burtscheid, für dessen Erhalt sich Arnold und Hans Königs eingesetzt haben, rekonstruiert in Zusammenarbeit mit Leo Hugot

1894 wurde Königs im Baugeschäft Victor Jerusalem in Aachen angestellt. Nach dem Tod des Inhabers führte er zunächst die Geschäfte kommissarisch weiter. 1897 übernahm er das Baugeschäft dann in Eigenregie. Königs profitierte von dem Bauboom zu Beginn des 20. Jahrhunderts. Eines der ersten Projekte verwirklichte er 1898 in Morsbach bei Würselen. Zahlreiche weitere vornehmlich im Stil des Historismus folgten in der Rochusstraße und unterhalb des Lousbergs. In dieser, besonders für wohlhabende Industrielle und Professoren der benachbarten Hochschule konzipierten Wohngegend, erwarb Königs das Haus Nizzaallee 49. In der Folgezeit leitete er den Bau der Villa Esperanza und des Hauses Försterstraße 5. Arnold Königs spezialisierte sich in den nächsten Jahrzehnten auf den Entwurf und Bau von Wohn- und Geschäftshäusern in Aachen. 1905 verlegte er seinen Firmen- und Wohnsitz (Krefelder Straße, Ecke Kardinalstraße) in die unmittelbare Nähe des 1903 für seine Schwiegereltern errichteten Hauses Krefelder Straße 27. In der Nachbarschaft wohnten bekannte Aachener Architekten, wie Karl Henrici, Gustav Schimpff und Carl Sieben, mit denen er an verschiedenen Projekten zusammenarbeitete.
Besonders nach dem Inkrafttreten des neuen Stadterweiterungsplans im Jahr 1910 erfuhr die Bauwirtschaft in Aachen einen neuen Höhepunkt. Arnold Königs erbaute in dieser Zeit mehrere imposante Gebäude an der Krefelder Straße und der Monheimsallee. Nach Plänen des Architekten Carl Sieben verwirklichte er 1912 unter anderem das Eckhaus Rolandstraße/Pippinstraße. Aber auch für bekannte Aachener Industrielle war Königs in dieser Zeit tätig. So baute er für den Fabrikanten Moritz Honigmann eine aufwändige große Villa an der Monheimsallee um, am zentralen Friedrich-Wilhelm-Platz – gegenüber dem Elisenbrunnen – errichtete er 1912 das Geschäftshaus für den Printenfabrikanten Lambertz.
Zusammen mit dem befreundeten Architekten Albert Schneiders erwarb Königs in der Soers das Gut Purweide, dessen Baugeschichte sein Sohn Hans Königs später in langjähriger Recherche erforschte. Mit dem Sohn des Architekten Schneiders, dem späteren Maler Carl Schneiders, verband Hans Königs eine langjährige Freundschaft. Auf den Ackerflächen des ehemaligen Gutes Purweide begann Arnold Königs mit dem Bau von schlüsselfertigen Häusern (Baupreis 11.000 bis 15.000 Mark). Drei Baugruppen entstanden: Soerser Weg 55–61 (1911/1912), Am Purweider Weg 2b–10 (1913/1914) und Strüverweg 18–22 (1914/1915).
Der Erste Weltkrieg brachte die private Bautätigkeit nahezu zum Erliegen. Neben dem Mangel an Baumaterial machte sich vor allem das zunehmende Fehlen an Fachkräften bemerkbar, die nun fast ausnahmslos zum Kriegsdienst einberufen waren. Arnold Königs wurde 1917, schon 45-jährig, im Rahmen des Hilfsdienstes zu einer Beschäftigung beim Militär-Bauamt Köln II einberufen, zur Ausführung von Arbeiten an der Kasernenanlage in Wahnheide.
Nach dem Krieg wurden durch die Bestimmungen des Versailler Vertrags die linksrheinischen Gebiete durch belgische und französische Truppen besetzt. Hunger, Brennstoffmangel, die Hyperinflation und politische Instabilitäten, die 1923 in einer Separatistenbewegung gipfelten, kennzeichneten die ersten Jahre der Weimarer Republik. Diese Umstände führten zu einem fast vollständigen Erliegen der Bautätigkeit zu Beginn der 1920er Jahre.
Erst mit der Umsetzung von sozialen Siedlungsbauprojekten zur Bekämpfung der akuten Wohnungsnot, die durch die Beschlagnahmung von zahlreichen Hotels, Kurhäusern und unzähligen Privatwohnungen durch die belgische Besatzungsarmee entstanden war, verbesserte sich die Auftragslage des Aachener Baugewerbes ab der Mitte der 1920er Jahre.
Zwischen 1929 und 1939 arbeitete Arnold Königs, teilweise  zusammen mit Georg Falck, an verschiedenen Um-, An- und Neubauten für das Warenhaus Tietz am Aachener Markt, darunter an der Planung und Neugestaltung der dortigen Lebensmittelhalle und am Abriss des Turmes mit der Neugestaltung des Mansarddaches.
Doch bereits in den folgenden Jahren wurde Deutschland durch die Weltwirtschaftskrise erfasst. Bauaufträge blieben aus, die Firma Königs musste zeitweilig alle Angestellten entlassen.
In den 1930er Jahren verwirklichte Arnold Königs zusammen mit seinen Söhnen Hans, Jakob und Josef einige Projekte an der Krefelder Straße, am Purweider Weg, am Königshügel sowie in der Chlodwig- und Pippinstraße. Darüber hinaus wurden etliche Geschäftshäuser und Cafés umgebaut. 1935 fertigte Arnold Königs Pläne zum Umbau der Aachener Synagoge an, auch einige Grabstätten auf dem jüdischen Friedhof an der Lütticher Straße wurden von ihm in den Jahren 1935 bis 1939 errichtet. 1936 konnte im Aachener Stadtteil Burtscheid ein bemerkenswertes Wohnprojekt realisiert werden – das Haus Lützenburg. Es ist ganz im Duktus der Zeit durch bereits verstärkte Betondecken und einen eingebauten Luftschutzraum gekennzeichnet.
Während des Zweiten Weltkriegs wurde der Baubetrieb Königs vom Kriegsschädenamt mit Reparaturarbeiten an denkmalgeschützten Häusern beauftragt, die durch Fliegerangriffe in Mitleidenschaft gezogen worden waren. Der großen Zahl an Schäden standen zunehmend immer weniger Fachkräfte zur Verfügung. Durch Einberufung verringerte sich die Belegschaft von 21 Arbeitern (1941) auf elf (1943).
1948 leitete Arnold Königs – hochbetagt – zusammen mit dem Architekten Peter Salm den Wiederaufbau des Franziskanerklosters an der Monheimsallee. Die Belebung der Bäderkultur in Aachen lag Arnold Königs in seinen letzten Lebensjahren besonders am Herzen. Seine Pläne zum Neuaufbau des Kaiserbades am Büchel unter Einbeziehung des Quirinusbades wurden nicht verwirklicht. Unter anderem durch Leserbriefe setzte er sich für den Erhalt des alten Burtscheider Rathauses, des früheren Neubads, ein. Das Gebäude wurde schließlich vor dem Abriss bewahrt.

### Politische Aktivitäten
Seit 1924 war Arnold Königs für die Zentrumspartei Mitglied im Aachener Stadtrat. Im Bezirksfürsorgeausschuss kümmerte er sich vor allem um die Belange des sogenannten „Kleinwohnungsbaus“. Bereits 1920 hatte er eine Denkschrift über die Bezuschussung des Kleinwohnungsbaus verfasst. 1933 legte er nach der „Machtergreifung“ durch die Nationalsozialisten sein Amt als Stadtrat nieder.
1946 trat Arnold König in die CDU ein und wurde im Oktober desselben Jahres, bereits 75-jährig, erneut in den Stadtrat gewählt. Altersbedingt gab er sein Mandat im Jahr 1952 ab.

## Bauten

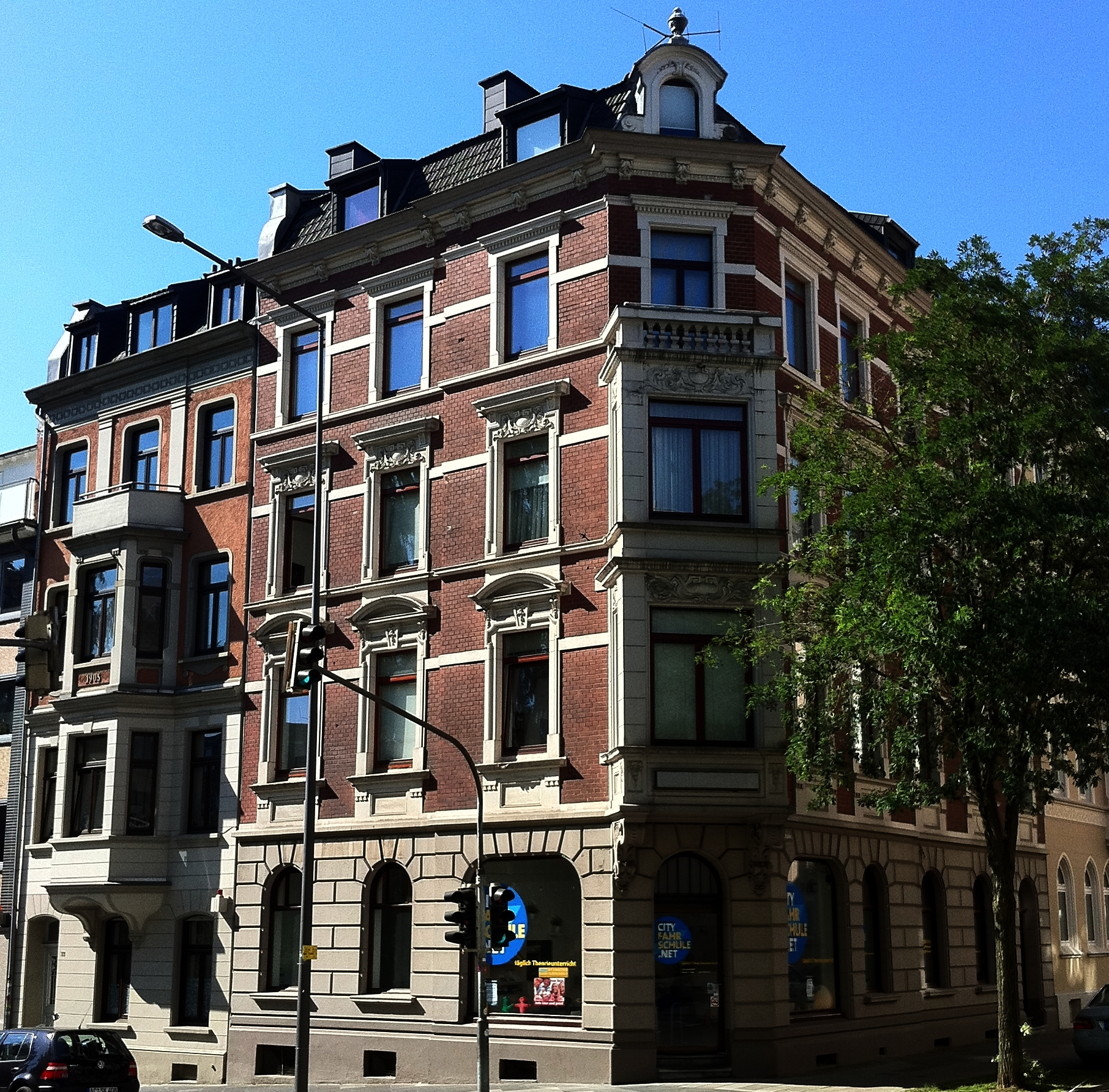
Häusergruppe Rochusstraße 48 (Eckhaus) / Sandkaulstraße 53 (li.), von 1903 bis 1905 von Arnold Königs erbaut

- 1900 Rochusstraße 21, vier Geschosse, drei Achsen, Putzfassade, Dekor: Neobarock. Die Rochusstraße wurde 1894 innerhalb des ehemaligen äußeren Mauerrings angelegt.
- 1900 Rochusstraße 23, vier Geschosse, zwei Achsen. Risalit in der breiteren rechten Achse: Erker über zwei Geschosse mit Balkon, Giebel und der Jahreszahl 1900. Putzfassade, Dekor: Neogotik.
- um 1903 Rochusstraße 48, Eckhaus an der Sandkaulstraße. Vier Geschosse, 5:3 Achsen, Eckachse abgeschrägt mit einem Erker über zwei Geschosse und Balkon. Mansarddach, Klinker-Putzfassade, Dekor: Neorenaissance und Neobarock.
- um 1900 Rochusstraße 26, 28 und 30, vier Geschosse, drei Achsen. Erker und/oder Balkone umfassen je zwei Achsen. Putzfassade, Dekor: Neobarock und Jugendstil. Nr. 30 trägt am Erker die Jahreszahl 1905.
- 1905 Sandkaulstraße 53. Dieses viergeschossige dreiachsige Haus verfügt über einen zweigeschossigen Mittelerker mit der Jahreszahl 1905, einen Balkon und eine Putzfassade.
- 1903 Krefelder Straße 27, vier Geschosse, drei Achsen. Der Mittelrisalit mit Schweifgiebel umfasst eine Achse und weist als Dekor einen Erker und Balkon auf. Putzfassade, Dekor: Neobarock. Die Krefelder Straße ist eine Aachener Ausfallstraße nach Norden.
- 1905 Krefelder Straße 31, Eckhaus an der Kardinalstraße. Vier Geschosse (fünftes Geschoss erneuert), 3:6 Achsen, Seitenrisalite je eine Achse. Putzfassade, Dekor: Neorenaissance.
- um 1905 Nizza-Allee 85, Villa Esperanza
- um 1906 Försterstraße 5, zwei Geschosse, zwei Achsen, zweiachsige Giebelvorblendung, Vorbau aus drei Geschossen auf der rechten Hausseite, Putzfassade, Dekor: Neobarock.
- 1907–1908 Krefelder Str. 35 und 37, dreigeschossige Doppelvilla mit Mansarddach; Erbauung gemeinsam mit dem Kaufmann Eduard Scheins.[2]
- 1909–1910 Monheimsallee 42–44, Umbau der Villa Moritz Honigmann, zerstört
- 1911–1912 Soerser Weg 55–61, Wohnsiedlung
- 1912 Rolandstraße, drei Geschosse, acht Achsen, kolossale Pilaster als Betonung der sechs Mittelachsen. Erdgeschoss: Werkstein, ansonsten Putzfassade mit Gliederung in Werkstein, Dekor: Neoklassizismus.
- 1912 Geschäftshaus Lambertz am Friedrich-Wilhelm-Platz, zerstört
- 1913–1914 Purweider Weg 2b–10, Wohnsiedlung
- 1914–1915 Strüverweg 18–22, Wohnsiedlung
- 1929 Lebensmittelhalle des Kaufhauses Tietz, abgerissen
- 1930 Krefelder Straße 12, Haus Bock
- 1932 Tuchgeschäft Ortmanns, Großkölnstraße, Umbau
- um 1935 Café Schifflers, Großkölnstraße 29–31, Umbau
- um 1935 Kaufhaus Sinn, Großkölnstraße, Umbau
- 1936 Haus Lützenburg, Ecke Benediktinerstraße / Neustraße in Burtscheid
- 1948 Franziskanerkloster Aachen, Monheimsallee, Wiederaufbau